# Семичев, Николай Николаевич
Никола́й Никола́евич Се́мичев (19 [30] сентября 1792 — 22 августа [3 сентября] 1830; Тифлис, Российская империя) — майор русской армии, декабрист (член Южного общества). Участник Отечественной войны (1812), Заграничного похода (1813—1814), Русско-персидской (1826—1828) и Русско-турецкой (1828—1829) войн. Был знаком с А. С. Пушкиным.

## Биография
Н. Н. Семичев родился 19 сентября 1792 года. Происходил из дворян Курской губернии. Воспитывался в домашних условиях. 22 сентября 1808 года поступил во 2-й кадетский корпус. С 3 января 1809 года — унтер-офицер.
По окончании кадетского корпуса 22 февраля 1810 года Н. Н. Семичев в чине корнета был определён в Ахтырский гусарский полк. Во время Отечественной войны 1812 года участвовал «во всех делах и сражениях, где полк находился». В Бородинском сражении был ранен пулей в грудь. После выздоровления (пуля осталась в теле) в 1813 году вернулся в полк, в составе которого принял участие в заграничном походе русской армии 1813—1814 годов. 17 июня 1816 года Н. Н. Семичеву был присвоен чин поручика, 21 июня 1821 — штабс-ротмистра, а 4 мая 1823 — ротмистра.
В 1824 году под Белой Церковью Н. Н. Семичев у полковника В. К. Тизенгаузена познакомился с руководителями тайного Южного общества декабристов подполковником С. И. Муравьёвым-Апостолом и подпоручиком М. П. Бестужевым-Рюминым, с которыми общался о необходимости конституционных ограничений монархической власти в России. Летом того же года он был принят в общество.
Во время восстания Черниговского полка 29 декабря 1825 — 3 января 1826 года Н. Н. Семичев настаивал на выступлении Ахтырского полка на стороне восставших, однако командир полка полковник А. З. Муравьёв отказался выводить свой полк, а 31 декабря он был арестован за причастность к тайным сообществам. Н. Н. Семичев с эскадроном Ахтырского полка был отряжён на усмирение мятежа, состоя дежурным по аванпостам, расставленным для пресечения всякого сообщения между восставшими.
1 февраля 1826 года вышел приказ об аресте Н. Н. Семичева по делу декабристов и 27-го его доставили из Житомира в Санкт-Петербург на главную гауптвахту, а 17 марта перевели в Петропавловскую крепость в № 6 Петровской куртины. На следствии Н. Н. Семичев признался в своём согласии вступить в тайное сообщество. 13 июня было высочайше повелено, продержав его ещё 6 месяцев в крепости, перевести капитаном в Нижегородский драгунский полк (приказ о переводе от 7 июля 1826) и ежемесячно «доносить о поведении».
В 1826 году Н. Н. Семичев прибыл в Нижегородский драгунский полк, который входил в Отдельный Кавказский корпус. В его составе участвовал в Русско-персидской (1826—1828) и Русско-турецкой (1828—1829) войнах. Будучи в чине майора Н. Н. Семичев по ходатайству командира Нижегородского полка генерал-майора Н. Н. Раевского в мае 1829 года был назначен эскадронным командиром (командовал 3-м эскадроном).
А. С. Пушкин во время своего пребывания в 1829 году на Кавказе значительную часть времени предпочитал проводить в кругу офицеров Нижегородского драгунского полка, в числе которых был и Н. Н. Семичев. 14 июня во 2 часу пополудни в долине Инджа-су турецкие силы внезапно атаковали передовые казачьи пикеты. А. С. Пушкин в своём травелоге «Путешествие в Арзрум» так описывал события того дня:

«Только успели мы отдохнуть и отобедать, как услышали ружейные выстрелы. Раевский послал осведомиться. Ему донесли, что турки завязали перестрелку на передовых наших пикетах. Я поехал с Семичевым посмотреть новую для меня картину. Мы встретили раненого казака: он сидел, шатаясь на седле, бледен и окровавлен. Два казака поддерживали его. „Много ли турков?“ — спросил Семичев. „Свиньем валит, ваше благородие“, — отвечал один из них. Проехав ущелие, вдруг увидели мы на склонении противуположной горы до 200 казаков, выстроенных в лаву, и над ними около 500 турков. Казаки отступали медленно; турки наезжали с большею дерзостию, прицеливались шагах в 20 и, выстрелив, скакали назад».
Вскоре к казачьим пикетам подоспело подкрепление, с которым казаки контратаковали неприятеля. А. С. Пушкин, между тем, подобрав пику одного из убитых казаков, вскочил на лошадь и устремился против турок. Н. Н. Семичев тут же погнался вслед за ним и силой вывел поэта из передовой казачьей цепи. По выражению Е. Г. Вейденбаума:
Упомянув о Пушкине, необходимо заметить, что Семичеву обязана Россия спасением своего поэта от большой опасности.
В 1830 году Н. Н. Семичев по служебным обстоятельствам был вызван в Тифлис, где тяжело заболел свирепствовавшей в то время в городе холерой. Н. Н. Раевский нанял для него дом, в котором присматривал за больным сослуживцем.
22 августа 1830 года Н. Н. Семичев умер. Как сообщал в одном из писем Н. Н. Раевский, в следствии болезни «он был чрезвычайно слаб, но спокоен духом», и умер без боли и страданий. Также по сообщению Н. Н. Раевского, Н. Н. Семичев был погребён с надлежащими почестями.